# 졸리언 레스콧
졸리언 패트릭 레스콧(영어: Joleon Patrick Lescott, 1982년 8월 16일, 잉글랜드 버밍엄 ~ )은 잉글랜드 출신의 전 프로 축구 선수로, 그의 포지션은 센터백이었지만 필요시에는 왼쪽 풀백으로도 플레이가 가능했다.
그는 버밍엄에서 태어나 애스턴 빌라의 팬으로 성장했으며, 그의 남동생인 에런 레스콧은 브리스톨 로버스에서 축구 선수로 뛰고 있다. 레스콧의 이마에는 외견상 눈에 띄게 큰 흉터가 하나 있는데, 그것은 그가 5살 때 교통 사고로 머리에 부상을 당하고 나서 생긴 것이다.
레스콧은 2011-12 시즌 맨체스터 시티에서의 활약으로 UEFA 유로 2012 잉글랜드 국가대표로 발탁이 되면서 국가대표로써 첫 메이저 무대에 출전하게 되었다. 유로 2012 조별리그 프랑스전에서 헤딩으로 골을 넣기도 하였다.

## 수상 경력
울버햄프턴 원더러스
- 풋볼 리그 1부 플레이오프 (1): 2002-03

맨체스터 시티
- 프리미어리그 (2): 2011-12, 2013-14
- FA컵 (1): 2010-11
- 풋볼 리그 컵 (1): 2013-14